# Direito epistêmico
Em epistemologia, na tradição da filosofia analítica, um sujeito tem direito epistêmico a crer em alguma coisa quando dispõe de algum tipo de garantia (em inglês warrant) para sua crença.
Há dois tipos de garantias epistêmicas. Quando o sujeito dispõe de uma garantia explícita para sua crença, ele está justificado. Quando ele não dispõe de uma garantia explícita, mas sua crença apóia-se em uma fonte normalmente confiável, ele está legitimado (em inglês entitled).